# Autoroute A 346
Die Autoroute A 346 war eine geplante französische Autobahn, die die Stadt Meaux südlich mit der Autobahn 140 auf einer Länge von 35 km verbinden sollte. Das Projekt sollte nicht unter einer Konzession realisiert werden. Die Planungen reichten bis in das Jahr 1990 zurück, das Projekt wurde jedoch im Jahr 2006 aufgegeben.